# Trichura latifascia
Trichura latifascia là một loài bướm đêm thuộc phân họ Arctiinae, họ Erebidae.